# Лурье, Иосиф Абрамович
Ио́сиф Абрамович Лурье́ (1871, Пумпяны Ковенской губернии — 3 декабря 1937, Иерусалим) — российский еврейский публицист, редактор ряда изданий на идише. С 1903 года работал в Санкт-Петербурге. В 1903—1905 гг. — редактор журнала на русском языке «Еврейская школа», освещавшего вопросы еврейского просвещения. Чл. ЦК Всероссийской сионистской организации. Участник Всемирных сионистских конгрессов. С 1907 года жил и работал в Эрец-Исраэль.